# Эррера Виера, Науэль
Науэ́ль Эрре́ра Вие́ра (исп. Nahuel Herrera Viera; род. 1 декабря 2004, Росарио, Колония) — уругвайский футболист, защитник клуба «Пеньяроль».

## Клубная карьера
Эррера — воспитанник клуба «Пеньяроль». 5 марта 2023 года в матче против «Депортиво Мальдонадо» он дебютировал в уругвайской Примере. В 2024 году игрок стал чемпионом страны. 27 марта 2025 года в поединке против «Хувентуд Лас-Пьедрас» Науэль забил свой первый гол за «Пеньяроль».

## Достижения
Командные
 «Пеньяроль»
- Победитель уругвайской Примеры — Апертура 2024